# Aegoniscus gigas
Aegoniscus gigas är en kräftdjursart som beskrevs av Barnard 1925. Aegoniscus gigas ingår i släktet Aegoniscus och familjen Cabiropidae.
Artens utbredningsområde är havet utanför Sydafrika. Inga underarter finns listade i Catalogue of Life.